# D'Oultremont College
Het d'Oultremontcollege is een school voor voortgezet onderwijs in Drunen. Samen met het Dr. Mollercollege (Waalwijk), de Walewyc (Waalwijk) en het Van Haestrecht College (Kaatsheuvel) maakt het d'Oultremont College onderdeel uit van het onderwijsconglomeraat OMO Scholengroep de Langstraat. Het schoolgebouw stamt uit het jaar 1993 en de school heeft sinds het schooljaar 2014-2015 een geheel nieuw gebouw, bestemd voor het technasium. 
De school, vernoemd naar Kasteel d'Oultremont, verzorgt de opleidingen voor mavo, havo, atheneum, gymnasium en technasium. Het d'Oultremont College is de enige school voor voortgezet onderwijs in de gemeente Heusden. De leerlingen komen, naast de vele kernen uit de gemeente Heusden, ook uit de omliggende dorpen en de school vervult daardoor een regionale functie. Het Technasium is er voor havo en vwo leerlingen . Voor de mavo leerlingen wordt het vak 'onderzoek en ontwerpen' in leerjaar 1 en 2 aangeboden. Vanaf het derde trimester van klas 1 biedt de school alle mavo, havo en vwo leerlingen de mogelijkheid om Cambridge Engels te gaan volgen. Voor havo en vwo leerlingen (behalve Milan Kwetters) is een aparte ruimte gecreëerd waar men zelf mag studeren
Vanaf het schooljaar 2017-2018 heeft de school geen aanbod meer voor leerlingen van de basisberoepsgerichte en kaderberoepsgerichte leerweg. Aan het einde van het schooljaar 2018-2019 was er een grote actie: er werden hoodies verkocht ter ere van het 25-jarig bestaan. Daarnaast bestaan er ook jaarlijkse acties voor het goede doel (ook wel het goede d'Oul), zoals de trappenloop en de 24-uursactie. De laatste jaren is de school bezig om te verhuizen naar een geheel nieuw gebouw. Echter is dit verzoek nog steeds in behandeling bij de gemeente en wordt gekeken naar begin van de bouw van een nieuwe school in 2025/2026.